# 内源病毒科
内源病毒科（学名：Endornaviridae）为马特利病毒目的一个科。

## 下级分类
本科包括以下属：
- 阿尔法内源病毒属 Alphaendornavirus
- 贝塔内源病毒属 Betaendornavirus
- 內源RNA病毒属 Endornavirus